# Sayuri Iwata
Sayuri Iwata (岩田さゆり Iwata Sayuri?,  21 de julio, 1990) es una actriz y cantante J-Pop y actriz que perteneciente al sello discográfico GIZA studio, originaria de la Prefectura de Shizuoka. Mide 1.60 cm.

## Discografía

### Single
- Sora tobu ano Shiroi Yuki no you ni/Sayonara to... (空飛ぶあの白い雲のように/さよならと…)
- Sorairo no Neko (空色の猫)
- Fukigen ni Naru Watashi (不機嫌になる私)
- Thank You For Everything

### Álbumes
- Kaze to sora to (風と空と)
- Thank You For...
- Fix You
- Iwata Sayuri Best+

### DVD
- First Scene～岩田さゆり 1st Visual Collection～

## Dramas
- Jigoku Shoujo (地獄少女) (NTV, 2006): Enma Ai
- Saigo no Nightingale (最後のナイチンゲール) SP (NTV, 2006): Fumi
- Kisshoh Tennyo (吉祥天女)(TV Asahi, 2006): Kanou Sayoko
- Machiben (マチベン) (NHK, 2006)
- 3 nen B gumi Kinpachi sensei 7 (3年B組金八先生)(TBS, 2004): Iijima Yayoi